# Atto Tigri
Atto Tigri (Pistoia, 22 maggio 1813 – Firenze, 1875) è stato un medico italiano.
Atto Tigri studiò Medicina a Pistoia e presso l'Università di Pisa, dove divenne assistente di Filippo Civinini (1805-1844). 
Successivamente divenne professore di Anatomia umana e comparata all'Università di Siena.
Negli ultimi anni del 1840, Tigri descrisse il tessuto reticolare della milza che chiamò trama microscopica. Egli compì anche estese ricerche riguardo alla circolazione della milza stessa.
Nel trattato Nuova Disposizione dell'Apparecchio Vascolare Sanguigno della Milza Umana, fece menzione anche della tubercolosi e del vibrio cholerae.
Nel 1848 fu tenente nel Battaglione universitario toscano nella Battaglia di Curtatone e Montanara.

## Opere maggiori
- Della Funzione della Milza (1849)
- Nuova Disposizione dell'Apparecchio Vascolare Sanguigno della Milza Umana (1847)

## Pubblicazioni maggiori
- Ancora sulla malattia de' bachi da seta, in Annali di chimica applicata alla medicina cioè alla farmacia, alla tossicologia, all'igiene, alla fisiologia, alla patologia e alla terapeutica, vol. 47, fascicolo 4 (ott. 1868),  p. 240.

- Composizione istiologica del muco, in Annali di chimica applicata alla medicina, vol. 29, fascicolo 2 (ago. 1859),  p. 89.
- Crema balsamica contro le febbri tifoidee, in Annali di chimica applicata alla medicina cioè alla farmacia, alla tossicologia, all'igiene, alla fisiologia, alla patologia e alla terapeutica, vol. 47, fascicolo 1  (lug. 1868),  p. 31.

- Del modo di agire degli alcalini nelle affezioni glandulari, in Annali di chimica applicata alla medicina cioè alla farmacia, alla tossicologia, all'igiene, alla fisiologia, alla patologia e alla terapeutica, vol. 30, fascicolo 5 (mag. 1860),  p. 314.

- Del sangue: origine e successioni morfologiche, in Annali di chimica applicata alla medicina cioè alla farmacia, alla tossicologia, all'igiene, alla fisiologia, alla patologia e alla terapeutica, vol. 46, fascicolo 2 (feb. 1868),  p. 106.
- Il veleno della vipera esaminato al microscopio: dal prof. A. Tigri, in Annali di chimica applicata alla medicina cioè alla farmacia, alla tossicologia, all'igiene, alla fisiologia, alla patologia e alla terapeutica, vol. 52, fascicolo 5 (mag. 1871),  p. 287.

- Intorno al segno dei corpuscoli ovoidi ed al parassitismo animale dei bachi da seta: da lettera del prof. A. Tigri, in Annali di chimica applicata alla medicina cioè alla farmacia, alla tossicologia, all'igiene, alla fisiologia, alla patologia e alla terapeutica, vol. 49, fascicolo 3 (set. 1869),  p. 189.
- Rivista fisio-patologica; del prof. A. Tigri. Sul midollo delle ossa. - Sulla formazione del pus. - Sul trapelamento dei globuli sanguigni rossi dai minimi vasi, in Annali universali di medicina, vol. 71, fascicolo 621 (mar. 1869),  p. 667.

- Sopra le tre forme di lievito usate nella panificazione: Lettera al dott. Polli Tigri, in Annali di chimica applicata alla medicina cioè alla farmacia, alla tossicologia, all'igiene, alla fisiologia, alla patologia e alla terapeutica, vol. 47, fascicolo 2 (ago. 1868),  p. 116.
- Sugli infusorii trovati nel sangue umano: del prof. A. Tigri, in Annali di chimica applicata alla medicina cioè alla farmacia, alla tossicologia, all'igiene, alla fisiologia, alla patologia e alla terapeutica, vol. 39, fascicolo 1 (lug. 1864),  p. 43.

- Sui batterj trovati nel sangue umano; del prof. Atto Tigri, in Annali di chimica applicata alla medicina cioè alla farmacia, alla tossicologia, all'igiene, alla fisiologia, alla patologia e alla terapeutica, vol. 38, fascicolo 4 (apr. 1864),  p. 257.

- Sul fermento o lievito della farina nella panificazione: Ricerche Tigri, in Annali di chimica applicata alla medicina cioè alla farmacia, alla tossicologia, all'igiene, alla fisiologia, alla patologia e alla terapeutica, vol. 46, fascicolo 5 (mag. 1868),  p. 276.
- Sul fermento o lievito della farina nella pianificazione: Ricerche Tigri, in Annali di chimica applicata alla medicina cioè alla farmacia, alla tossicologia, all'igiene, alla fisiologia, alla patologia e alla terapeutica, vol. 46, fascicolo 3 (mar. 1868),  p. 159.

- Sulla conservazione del vino, in Annali di chimica applicata alla medicina cioè alla farmacia, alla tossicologia, all'igiene, alla fisiologia, alla patologia e alla terapeutica, vol. 49, fascicolo 1 (lug. 1869),  p. 20.

- Sulla digestione fetale: del dott. Tigri, in Annali di chimica applicata alla medicina cioè alla farmacia, alla tossicologia, all'igiene, alla fisiologia, alla patologia e alla terapeutica, vol. 32, fascicolo 6 (giu. 1861),  p. 353.
- Sulla fermentazione in generale e specialmente della morbigena: Nota del prof. A. Tigri, in Annali di chimica applicata alla medicina cioè alla farmacia, alla tossicologia, all'igiene, alla fisiologia, alla patologia e alla terapeutica, vol. 49, fascicolo 6 (dic. 1869),  p. 362.
- Sulla malattia dei bachi da seta desunta dai corpuscoli vibranti, in Annali di chimica applicata alla medicina cioè alla farmacia, alla tossicologia, all'igiene, alla fisiologia, alla patologia e alla terapeutica, vol. 47, fascicolo 3 (set. 1868),  p. 189.
- Sulla materia viva, come elemento specifico delle malattie infeziose e delle contagiose: nota del dott. cav. A. Tigri, in Annali di chimica applicata alla medicina cioè alla farmacia, alla tossicologia, all'igiene, alla fisiologia, alla patologia e alla terapeutica, vol. 43, fascicolo 4 (ott. 1866),  p. 236.
- Sulla necessità di eseguire indagini dirette alla morfologia del veleno idrofobico. Comunicazione del professor Tigri al prof. Polli, in Annali di chimica applicata alla medicina cioè alla farmacia, alla tossicologia, all'igiene, alla fisiologia, alla patologia e alla terapeutica, vol. 57, fascicolo 5 (nov. 1873),  p. 282.
- Intorno al parassitismo nella miliare. Lettera al compilatore Fedi e Tigri, in Annali universali di medicina, vol. 22, fascicolo 473 (nov. 1856),  p. 375.
- Avvertenze sul grippe, in Annali universali di medicina, vol. 66, fascicolo 606 (dic. 1867),  p. 677.
- Della genesi e della natura dei tumori eterologhi (con tavola), in Annali universali di medicina, vol. 1, fascicolo 409 (gen. 1851),  p. 5.
- Delle cellule e dei globuli sanguigni in rapporto alla teoria cellulare, in Annali universali di medicina, vol. 60, fascicolo 586 (apr. 1866),  p. 209.
- Frammenti di patologia generale secondo le leggi naturali, in Annali universali di medicina, vol. 31, fascicolo 500 (feb. 1859),  p. 289.
- Frammenti di patologia generale secondo le leggi naturali, in Annali universali di medicina, vol. 31, fascicolo 501 (mar. 1859),  p. 519.
- Frammenti di patologia generale secondo le leggi naturali. (Continuazione e fine), in Annali universali di medicina, vol. 32, fascicolo 502 (apr. 1859),  p. 5.
- Intorno agli atti preparatorj della infiammazione, ovvero della Emormesi considerata in se stessa e nella sua origine, in Annali universali di medicina, vol. 59, fascicolo 583 (gen. 1866),  p. 31.
- Intorno alla attività fisica e fisiologica del sistema nervoso. - Sulla fibra muscolare organica componente il sistema nervoso : argomenti anatomo-fisiologici, dichiarativi la presenza della medesima e la sua importanza, in Annali universali di medicina, vol. 227, fascicolo 679 (gen. 1874),  p. 91.
- Intorno alle ferite delle guajne sinoviali dei tendini, in Annali universali di medicina, vol. 1, fascicolo 410 (feb. 1851),  p. 449.
- Nuova disposizione dell'apparecchio vascolare e sanguigno della milza umana, in Annali universali di medicina, vol. 42, fascicolo 534 (dic. 1861),  p. 544.
- Obliterazione spontanea e completa del sacco erniario, seguentemente a decubito prolungato, e cura radicale delle ernie, in Annali universali di medicina, vol. 59, fascicolo 584 (feb. 1866),  p. 419.
- Schiarimenti sulla struttura e sulla funzione della milza, in Annali universali di medicina, vol. 9, fascicolo 434 (ago. 1853),  p. 421.
- Sul gubernaculum testis, in Annali universali di medicina, vol. 222, fascicolo 665 (nov. 1872),  p. 376.
- Sul tipo e sulla patologia generale del cholera-morbus, in Annali universali di medicina, vol. 22, fascicolo 474 (dic. 1856),  p. 449.
- Sulla carie delle ossa, in Annali universali di medicina, vol. 4, fascicolo 418 (apr. 1852),  p. 5.
- Sulla esosmosi putrida intestinale, come cagione di morte nella peritonite, e come fatto patologico in generale, in Annali universali di medicina, vol. 19, fascicolo 465 (mar. 1856),  p. 562.
- Sulla natura dei tubercoli del polmone (con tavola), in Annali universali di medicina, vol. 38, fascicolo 400 (apr. 1850),  p. 5.
- Sulla provenienza e sulla significazione dei globuli incolori del sangue, in Annali universali di medicina, vol. 42, fascicolo 534 (dic. 1861),  p. 544.
- Sulle anomalie e sulle malattie del cervello e parti annesse, come causa prossima della alienazione mentale; resultanze degli studj anatomici eseguiti nel corso di 20 anni, pubblicate per guida del Dissettore di queste necroscopie, in Annali universali di medicina, vol. 80, fascicolo 648 (giu. 1871),  p. 523.
- Sulle ghiandole intrinseche, e sulle frange mucose della lingua umana (con tavola), in Annali universali di medicina, vol. 25, fascicolo 361 (gen. 1847),  p. 132.
- Sulle granulazioni grassose, come elemento morfologico normale delle capsule surrenali, e sull'origine del coloramento roseo di questi organi trattati con alcuni reagenti, in Annali universali di medicina, vol. 28, fascicolo 490 (apr. 1858),  p. 195.
- Sull'ernia grassosa inguinale, in Annali universali di medicina, vol. 8, fascicolo 430 (apr. 1853),  p. 129.